# سررو توژل
سررو توژل (به اسپانیایی: Cerro Tujle) یک آتشفشان در شیلی است که در منطقه آنتوفاگاستا واقع شده‌است. سررو توژل ۳٬۵۵۰ متر بالاتر از سطح دریا واقع شده‌است.